# Phauloppia pinnata
Phauloppia pinnata är en kvalsterart som först beskrevs av Paul Gervais 1849.  Phauloppia pinnata ingår i släktet Phauloppia och familjen Oribatulidae. Inga underarter finns listade i Catalogue of Life.